# Леонора Міано
Леонора Міано (фр. Léonora Miano, 1973, Дуала) — камерунська письменниця, пише французькою мовою.

## Біографія
В 1991 Леонора Міано переїхала до Франції, там вивчала американську літературу в Валансьєні і Нантеррі. У 2012 — вона була запрошена професором у Мічиганський університет (Енн-Арбор).

## Твори
- У серцевині ночі / L'Intérieur de la nuit, Plon, 2005 (переїзд. 2006, премія Монталамбера за дебютний роман, написаний жінкою; Премія Грінцане Кавур молодому автору 2008; роман включений французьким журналом Lire в число найкращих книг року; перекладений на англ., італ., швед. мови)
- Риси прийдешнього дня/ Contours du jour qui vient, Plon, 2006 (роман, перевиданий 2008, Гонкурівська премія ліцеїстів)
- Tels des astres éteints, Plon, 2008
- Afropean soul et autres nouvelles, Flammarion, 2008 (новели)
- Soulfood équatoriale, Robert Laffont 2009
- Червоні зорі / Les Aubes écarlates, Plon 2009 (заключна частина трилогії, розпочата романом В серцевині ночі і продовжена романом Риси наступаючого дня)
- Блюз для Елізи / Blues pour Elise, Plon 2010 (роман)
- Ці затьмарені душі / Ces âmes chagrines, Plon, 2011 року (роман)
- Écrits pour la parole, L'Arche éditeur, 2012 (п'єса, подружжя Селігман отримали премію за протистояння расизму)
- Жити на кордоні / Habiter la frontière, L'Arche éditeur, 2012 (усні виступи)
- Сезон тіні / La saison de l'ombre, 2013 роки (роман, премія Феміна)

## Визнання
Письменниця удостоєна премій Луї Гійу (2006) та Бернара Паліссі (2006) за роман В серцевині ночі. Також вона отримала велику літературну премію Чорної Африки за книги Блюз для Елізи, Ці затьмарені душі (2011) та ін. На сьогодні книги письменниці перекладені англійською, німецькою, італійською, голландською, шведською та іншими мовами.